# Мурос
Мурос (итал. Muros) је насеље у Италији у округу Сасари, региону Сардинија.
Према процени из 2011. у насељу је живело 781 становника. Насеље се налази на надморској висини од 294 м.

## Становништво
Према резултатима пописа становништва 2011. у општини је живело 837 становника.
| 1931. | 1936. | 1951. | 1961. | 1971. | 1981. | 1991. | 2001. | 2011. |
| ----- | ----- | ----- | ----- | ----- | ----- | ----- | ----- | ----- |
| 484   | 468   | 529   | 591   | 608   | 685   | 775   | 754   | 837   |